# 電撃コミックス
電撃コミックス（でんげきコミックス）は、KADOKAWA アスキー・メディアワークスブランド（旧：メディアワークス）が発行している漫画単行本レーベル。 

## 概要
アスキー・メディアワークスが発行している「電撃ブランド」の各雑誌において連載・掲載された漫画作品を単行本化する為のレーベルである。
『月刊電撃コミックガオ!』・『電撃G'sコミック』・『MS SAGA』・『月刊コミック電撃大王』・『電撃マオウ』・『電撃文庫MAGAZINE』などの漫画雑誌・ゲーム雑誌の漫画作品が単行本化されている。
4コマ作品などの大型本は「電撃コミックスEX」（でんげきコミックスイーエックス）のレーベルが使われる。
2013年5月に「電撃コミックスNEXT」（でんげきコミックスネクスト）の新レーベルが誕生。以降、新作はほとんどこのレーベルを使用している。